# 호프만쥐
호프만쥐(Rattus hoffmanni)는 시궁쥐속에 속하는 설치류의 일종이다. 술라웨시섬 전역의 인도네시아에서만 발견되며, 토기안 제도의 말렝게 섬에서도 서식한다.

## 특징
꼬리 길이 155~195mm를 제외한 몸길이가 167~211mm인 보통 크기의 설치류이다. 발 길이는 36~42mm, 귀 길이는 21~24mm, 몸무게는 최대 240g이다.

## 생태
땅 위에서 주로 생활하는 육상 포유류다. 먹이는 열매, 특히 무화과나무 열매이다. 연중 번식을 하며 암컷은 한 번에 4~5마리의 새끼를 낳는다.

## 분포 및 서식지
롬포바탕산 경사면을 제외한 술라웨시섬 전역에 널리 분포한다. 해발 2,200m 이내의 습윤 열대 저지대 숲과 산리임에서 서식한다. 이차림과 덤불 숲, 커피 농장에서 발견되기도 한다.

## 아종
5종의 아종이 알려져 있다.
- R.h. hoffmanni - 술라웨시섬 남서부
- R.h. biformatus (Sody , 1941) - 토기안제도
- R.h. linduensisv (Miller & Hollister, 1921) - 술라웨시섬 중부
- R.h. mengkoka (Tate & Archbold, 1935) - 술라웨시섬 남동부
- R.h. mollicomus (Miller & Hollister, 1921) - 술라웨시섬 북부